# Jacques Moron
Pour les articles homonymes, voir Jacques Moron et Moron.
Jacques Moron, né le 28 novembre 1924 à Auxonne et mort le 20 mai 1993 à Toulouse en France, est un homme politique français, membre de l'Union des démocrates pour la République.

## Détail des fonctions et des mandats
Mandat parlementaire
- 30 juin 1968 - 1er avril 1973 : Député de la 3e circonscription de la Haute-Garonne